# Kanton Béziers-3
Kanton Béziers-3 (francouzsky Canton de Béziers-3) je francouzský kanton v departementu Hérault v regionu Languedoc-Roussillon. Tvoří ho sedm obcí.

## Obce kantonu
- Béziers (část)
- Cazouls-lès-Béziers
- Colombiers
- Corneilhan
- Lespignan
- Lignan-sur-Orb
- Maraussan

Z města Béziers se v kantonu nacházejí městské čtvrti Centre Historique, Cathédrale, Saint-Jacques, Les Oiseaux, La Galinière, Le Faubourg, La Plantade, La Présidente a Font-Neuve.